# Show Boat
Show Boat é um filme norte-americano de 1951, do gênero drama musical, dirigido por George Sidney e estrelado por Kathryn Grayson, Ava Gardner e Howard Keel.